# Dzienniki motocyklowe (film)
Dzienniki motocyklowe (hiszp. Diarios de motocicleta) – południowoamerykański film z 2004 w reżyserii Waltera Sallesa. Scenariusz napisał José Rivera na podstawie pamiętników Ernesta „Che” Guevary (Dzienniki motocyklowe) i Alberta Granady (Con el Che por America Latina). W rolach głównych występują Gael García Bernal i Rodrigo de la Serna.
Jest to film drogi, który opowiada historię podróży młodego Ernesta Guevary (Gael García Bernal) – studenta medycyny – oraz jego przyjaciela – biochemika – Alberta Granady (Rodrigo de la Serna) z południa na północ kontynentu, od ich rodzinnej Argentyny, przez Chile, Peru i Kolumbię, aż do Wenezueli.
Początkowo poruszają się na Siłaczce ("La Poderosa"), trochę już zdezelowanym motocyklu, który po jakimś czasie zepsuje się zupełnie i zmusi ich do pokonania wielu setek kilometrów na piechotę i łapiąc okazję. Po drodze oglądają biedę i ciężkie życie przygodnie napotykanych ludzi. Dłuższy pobyt zaliczają w ośrodku leczenia trądu na północy Peru, gdyż Ernesto chce się w przyszłości specjalizować w tego typu schorzeniach. Stamtąd, w ostatni etap podróży, wyruszają na tratwie ofiarowanej im przez pracowników tego centrum terapeutycznego.
Pokonując tysiące kilometrów i obserwując świat wokoło Ernesto dostrzega, że w istocie ludzi Ameryki Południowej o wiele więcej łączy niż dzieli, a podziały na narody są sztuczne.

## Obsada
Źródło: Filmweb
- Gael García Bernal – Młody Che Guevara
- Jean Pierre Noher – Ernesto Guevara Lynch
- Mercedes Morán – Celia de la Serna
- Mía Maestro – Chichina Ferreyra
- Susana Lanteri – Ciocia Rosana
- Facundo Espinosa – Von Puttkamer
- Rodrigo De la Serna – Alberto Granado

i inni.

## Nagrody
Film otrzymał Oscara w kategorii Najlepsza Piosenka, był również nominowany w kategorii Najlepszy Scenariusz Adaptowany. "Dzienniki motocyklowe" były także nominowane do Złotej Palmy. Na festiwalu w Cannes otrzymały Nagrodę François Chalais, Nagrodę Jury Ekumenicznego i Wielką Nagrodę Techniczną (ex aequo z Clean).